# Чешир (Охајо)
Чешир (енгл. Cheshire) град је у америчкој савезној држави Охајо.

## Демографија
По попису из 2010. године број становника је 132, што је 89 (-40,3%) становника мање него 2000. године.
| Група             | 2000.       | 2010.       |
| Белци             | 217 (98,2%) | 127 (96,2%) |
| Афроамериканци    | 3 (1,4%)    | 1 (0,8%)    |
| Азијати           | 0 (0,0%)    | 0 (0,0%)    |
| Хиспаноамериканци | 0 (0,0%)    | 2 (1,5%)    |
| Укупно            | 221         | 132         |